# Basaria
Basaria (en hindi: बसरिया8 ) es una localidad de la India, en el distrito de Dhanbad, estado de Jharkhand.

## Geografía
Se encuentra a una altitud de 207 m s. n. m. a 169 km de la capital estatal, Ranchi, en la zona horaria UTC +5:30.

## Demografía
Según estimación 2010 contaba con una población de 4 697 habitantes.